# Milnesium sandrae
Espèce
Milnesium sandrae est une espèce de tardigrades de la famille des Milnesiidae. 

## Distribution
Cette espèce est endémique de l'île d'Hawaï aux États-Unis.

## Description
L'holotype mesure 567 µm.

## Étymologie
Cette espèce est nommée en l'honneur de Sandra J. McInnes.

## Publication originale
- Pilato & Lisi, 2016 : Milnesium minutum and Milnesium sandrae, two new species of Milnesiidae (Tardigrada, Eutardigrada, Apochela). ZooKeys, no 580, p. 1-12.